# Erzbistum Ranchi
Das Erzbistum Ranchi (lateinisch Archidioecesis Ranchiensis) ist eine Erzdiözese der römisch-katholischen Kirche in Indien mit Sitz in Ranchi.
Das Erzbistum Ranchi umfasst die Distrikte Lohardaga und Ranchi im Bundesstaat Jharkhand.

## Geschichte
Das Erzbistum Ranchi wurde am 25. Mai 1927 durch Papst Pius XI. mit der Apostolischen Konstitution In omnes christiani aus Gebietsabtretungen des Erzbistums Kalkutta als Bistum Ranchi errichtet. Es wurde dem Erzbistum Kalkutta als Suffraganbistum unterstellt. Das Bistum Ranchi gab am 14. Juni 1951 Teile seines Territoriums zur Gründung des Bistums Sambalpur ab. Eine weitere Gebietsabtretung erfolgte am 13. Dezember 1951 zur Gründung des Bistums Raigarh-Ambikapur.
Am 19. September 1953 wurde das Bistum Ranchi durch Papst Pius XII. mit der Apostolischen Konstitution Mutant res zum Erzbistum erhoben. Das Erzbistum Ranchi gab am 5. Juni 1971 Teile seines Territoriums zur Gründung des Bistums Daltonganj ab. Am 22. Juni 1984 gab das Erzbistum Ranchi Teile seines Territoriums zur Gründung des Bistums Port Blair ab. Weitere Gebietsabtretungen erfolgten am 28. Mai 1993 zur Gründung der Bistümer Dumka, Gumla und Simdega sowie am 1. April 1995 zur Gründung des Bistums Khunti.

## Kirchenprovinz
| Diözese           | Katholiken | Einw., ges. |
| ----------------- | ---------- | ----------- |
| Erzbistum Ranchi  | 00116.758  | 002.863.996 |
| Bistum Daltonganj | 00060.675  | 002.461.900 |
| Bistum Dumka      | 00100.642  | 003.383.771 |
| Bistum Gumla      | 00153.231  | 000913.534  |
| Bistum Hazaribag  | 00035.764  | 005.197.000 |
| Bistum Jamshedpur | 00061.616  | 009.202.000 |
| Bistum Khunti     | 00081.989  | 000872.569  |
| Bistum Port Blair | 00039.469  | 000356.265  |
| Bistum Simdega    | 00186.534  | 000615.569  |

## Ordinarien

### Bischöfe von Ranchi
- Ludovico Van Hoeck SJ, 1928–1933
- Oscar Sevrin SJ, 1934–1951, dann Bischof von Raigarh-Ambikapur
- Niclas Kujur SJ, 1951–1953

### Erzbischöfe von Ranchi
- Niclas Kujur SJ, 1953–1960
- Pius Kerketta SJ, 1961–1985
- Telesphore Placidus Kardinal Toppo, 1985–2018
- Felix Toppo SJ, 2018–2023
- Vincent Aind, seit 2023